# Dæmpning (musik)
Dæmpning er en teknik mest kendt fra guitar (men også brugt på elbass), især fra elguitar i rock/heavy metal. 
Man dæmper ved at lægge håndkanten af sin højre hånd på strengene helt oppe ved broen (hvor strengene er sat fast) på guitaren. Dette dæmper lyden og får den til at lyde mindre skarp og kraftig. Man kan variere hvor hårdt man presser håndfladen ind mod strengene og hvor langt væk fra broen man holder hånden. Derved varierer man lyden; dæmper man for kraftigt eller for langt væk fra broen forsvinder lyden helt.
Teknikken har nok eksisteret siden guitaren blev opfundet, den er også kendt fra klassisk musik – som pizzicato – men den er kun sjældent brugt her. Teknikken blev meget populær i løbet af 60'ernes rock og især 70'ernes heavy metal. Siden er det blevet en standard teknik blandt guitarister, og kan høres i alle mulige genrer fra blues, jazz og funk til pop, rock og metal (i metal er den nærmest uundværlig). 